# Rừng nguyên sinh Augustów

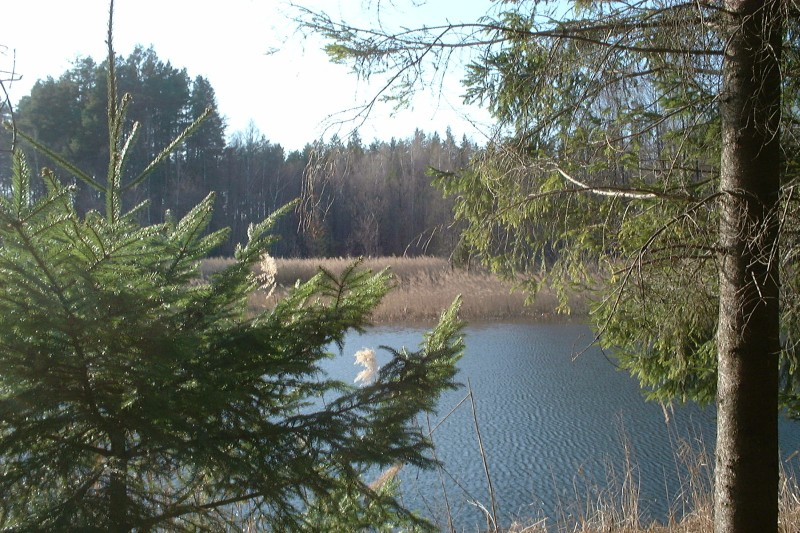
Khu bảo tồn thiên nhiên Perkuć trong rừng nguyên sinh Augustów

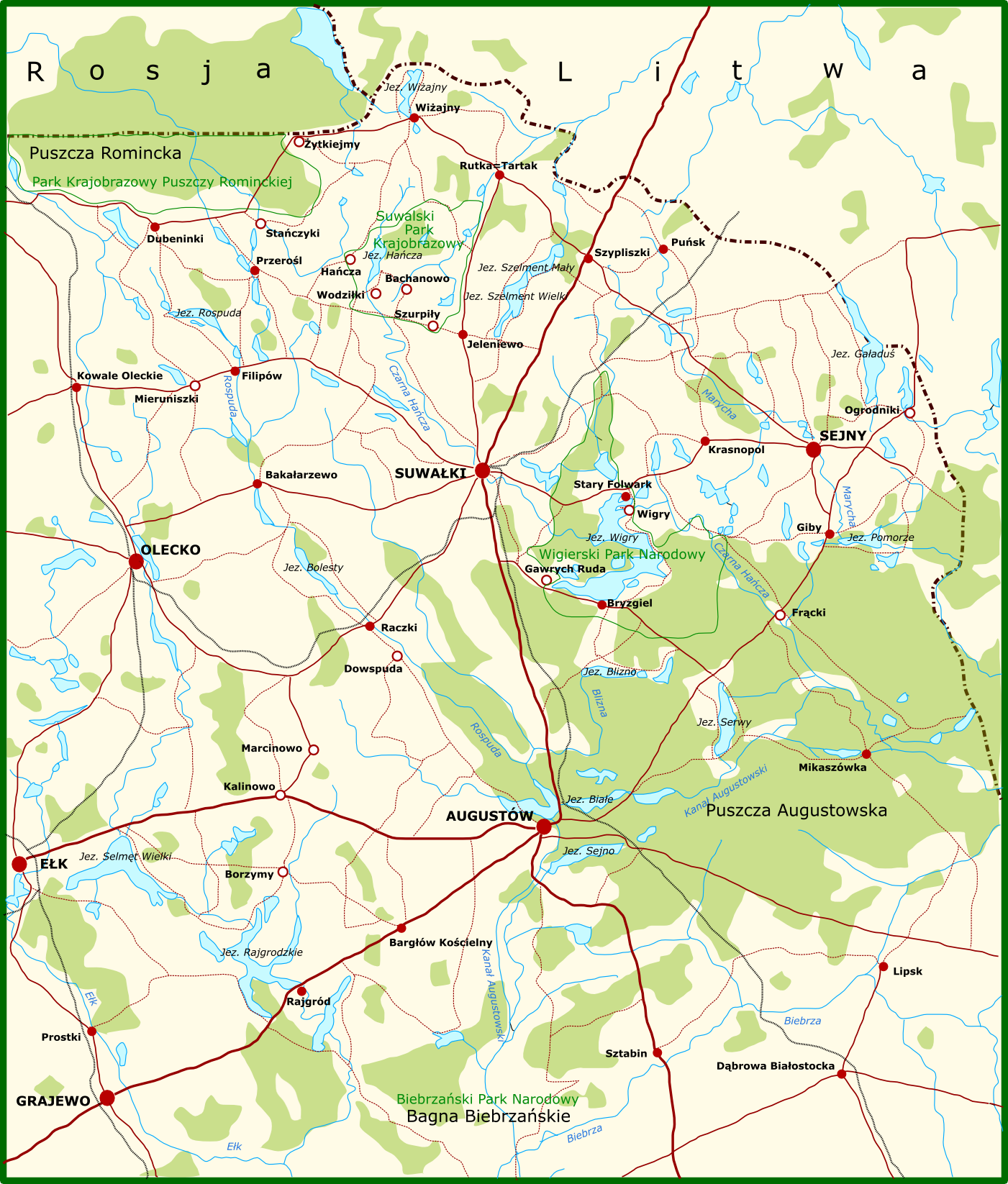
Một bản đồ của Suwalszczyzna với Puszcza Augustowska ở phía đông

Rừng nguyên sinh Augustów hoặc Rừng Augustów (tiếng Ba Lan: Puszcza Augustowska, Tiếng tiếng Litva: Augustavo giria, tiếng Belarus: Аўгустоўская пушча) là một khu rừng nguyên sinh rộng lớn nằm ở Ba Lan cũng như phía bắc Belarus và đông nam Litva. Rừng bao phủ khoảng 1.600   km², trong đó 1.140   km² là ở Ba Lan.
Phần rừng của Ba Lan nằm ở Podlaskie Voivodeship ở phía đông bắc của đất nước.
Phần phía bắc của Rừng nguyên sinh Augustów đã được biến thành một trong những công viên quốc gia trẻ nhất của Ba Lan. Nó được thành lập vào năm 1989, là Công viên Quốc gia Wigry.